# Domenico Berti
Domenico Berti (Cumiana, 17 dicembre 1820 – Roma, 22 aprile 1897) è stato un saggista, politico e storico della filosofia italiano.
Fu professore di filosofia morale nell'Università di Torino, poi di storia della filosofia in quella di Roma, dove svolse approfonditi studi sul pensiero italiano dell'età rinascimentale.
Fu Ministro dell'Istruzione Pubblica del Regno d'Italia nei Governi La Marmora III e Ricasoli II e dell'agricoltura, dell'industria e del commercio nei Governi Depretis IV e Depretis V. 
Fu anche autore di una Vita di Giordano Bruno da Nola, edita a Torino, da Paravia, nel 1868. Le sue carte sono conservate presso la Biblioteca di storia e cultura del Piemonte "Giuseppe Grosso" di Torino. A lui è intitolato l'Istituto Magistrale più antico d'Italia, attivo dal 1848 a Torino.

## Biografia

### Origini e formazione
Domenico Berti nacque il 17 dicembre 1820 a Cumiana, presso Torino, da Francesco Berti e Margherita Fontana. Studiò a nel collegio di Carmagnola, dove fu allievo del sacerdote Giovanni Antonio Rayneri (1810-1867), seguace delle idee del filosofo Antonio Rosmini, per poi iscriversi alla facoltà di filosofia e filologia dell'Università di Torino; nella capitale piemontese Berti seguì con vivo interesse gli insegnamenti di Ferrante Aporti, sacerdote e pedagogista lombardo, autore nel Regno Lombardo-Veneto di un rinnovamento delle strutture delle scuole dell'infanzia. Inoltre, a Torino Berti affinò anche il suo pensiero politico, collaborando con le riviste di Lorenzo Valerio (Letture Popolari e Letture di famiglia) e stringendo amicizia esponenti del moderatismo piemontese, come Cesare Alfieri, Carlo Boncompagni, Luigi Cibrario.
Dopo aver conseguito la laurea, Domenico Berti si batté per il rinnovamento delle istituzioni scolastiche piemontesi sul modello aportiano, tanto che, quando nel 1844 venne istituita nell'ateneo torinese la prima scuola di metodo diretta da Aporti, Berti ne fu il primo allievo, conseguendovi il diploma due anni dopo. Nel settembre del 1847 divenne maestro della scuola di metodo a Novara, mentre nel luglio del 1847 fu trasferito a Casale Monferrato, per poi passare in ottobre a Torino, dove rimase due anni. Il frutto di questi anni di insegnamento venne pubblicato nel 1849, con il titolo Del metodo applicato all'insegnamento elementare, dove si esprime l'idea che la coscienza nazionale deve essere fondamento della conquista di un sapere personale da parte dell'alunno.

### La carriera politica e accademica
Alla vigilia della concessione dello Statuto Albertino, Berti partecipò alla discussione politica del tempo, accostandosi al gruppo più radicale e democratico di Valerio, collaborando al suo giornale la Concordia, respingendo l'offerta di Cavour di partecipare alla redazione del proprio quotidiano, il Risorgimento. Dopo la concessione della costituzione e la costituzione del primo ministero liberale, presieduto da Cesare Balbo, Berti fece parte della commissione ministeriale incaricata di riorganizzare i collegi e le università nazionali dopo la cacciata dei gesuiti. Frattanto, il politico piemontese si distaccò progressivamente da Valerio per le sue posizioni sempre più radicali, lasciando la redazione della Concordia e fondando una testata giornalistica di ispirazione giobertiana, Democrazia italiana, che ebbe vita breve. Nel 1849, dopo il disastro di Novara e il fallimento della politica neoguelfa di Vincenzo Gioberti, si accostò ai gruppi liberali moderati, collaborando ai giornali Opinione e Risorgimento, in difesa delle libertà statutarie contro gli eccessi demagogici democratici. Nell'ottobre dello stesso anno, Berti divenne professore di Filosofia morale all'Università di Torino: da questa posizione iniziò una serie di ricerche sui i maggiori pensatori italiani del XVII e XVIII secolo, con l'obiettivo di tracciare una storia del pensiero filosofico italiano da San Tommaso d'Aquino fino ai tempi moderni. Risultati di questi studi saranno due biografie su Giordano Bruno (Torino, 1858), e Pico della Mirandola (Torino, 1859), mentre non trascurava il suo lavoro sull'istruzione scolastica, con le opere Delle scuole primarie in Piemonte (Torino, 1852), e Alcune notizie intorno alla pubblica istruzione negli Stati Sardi, pubblicato nel Manuale del cittadino nello stesso anno. Inoltre, fondò con Alfieri, Terenzio Mamiani e Pasquale Stanislao Mancini la Libreria metodica per l'istruzione ed educazione gratuita del popolo.
Il 15 dicembre 1850 Domenico Berti fu eletto deputato alla Camera subalpina nel collegio di Savigliano: come politico appoggiò il Connubio tra Cavour e Urbano Rattazzi per poter ricompattare le forze moderate di Destra e Sinistra. Tuttavia, in seguito, criticò fortemente alcune scelte del ministero Cavour riguardo all'istruzione scolastica, come la riforma del 1856 proposta dal ministro dell'Istruzione Giovanni Lanza, che prevedeva l'obbligatorietà scolastica e il controllo governativo sulla nomina e il licenziamento dei maestri. Proprio quest'ultima norma Berti criticò, ritenendola un'indebita ingerenza dello Stato nella vita morale del Paese; forse anche per questo motivo si distaccò dal Connubio e aderì ad una formazione di Centro-destra vicina ad Alfieri e appoggiata dal giornale L'Indipendente. Questa forza politica però venne battuta alle elezioni generali del novembre del 1857, e pertanto Berti perse il suo seggio di deputato, ma rientrò alla Camera nelle elezioni per la VII Legislatura del Regno di Sardegna (2 aprile-17 dicembre 1860). In questa occasione, si astenne in occasione del voto per la cessione di Nizza e della Savoia alla Francia.
Nominato membro del Consiglio di Stato, il 17 novembre 1861 Domenico Berti rinunciò alla sua cattedra di professore, conservando la qualifica di professore onorario dell'Università di Torino. Successivamente, nel Governo Rattazzi I divenne segretario generale del Ministero dell'Agricoltura e del Commercio; contrario alla Convenzione di settembre tra Italia e Francia, che prevedeva il trasferimento della capitale da Torino a Firenze, Berti aderì all'Associazione Permanente, il raggruppamento parlamentare che riuniva tutti i deputati piemontesi contrari al trasferimento della capitale, a meno che non fosse stata Roma. Nel 1865 Berti divenne ministro dell'istruzione nel Governo La Marmora II, conservando l'incarico anche con il suo successore Bettino Ricasoli, fino al 17 febbraio 1867. In questa carica ministeriale, compì relazioni sull'andamento dei vari settori della pubblica istruzione, si adoperò nella lotta contro l'analfabetismo degli adulti ed istituì le prime biblioteche magistrali ad uso degli insegnanti.
Dopo la caduta del ministero Ricasoli, Berti collaborò alla Nuova Antologia, dove pubblicò a puntate, dal febbraio al dicembre del 1867, l'opera Vita di Giordano Bruno, poi pubblicata in un unico volume a Torino l'anno seguente. Dopo la Breccia di Porta Pia, nel 1871 il deputato italiano appoggiò in Parlamento l'approvazione della Legge delle guarentigie, che doveva ripagare il papa per la perdita del poter temporale, mentre votò a favore, nel 1873, la legge per la soppressione delle corporazioni religiose laziali.
Nel frattempo, nell'ottobre del 1872, divenne professore di Filosofia e preside della Facoltà di Lettere dell'Università di Roma, carica che tenne fino al 1875: in questa veste organizzò, nel 1873, le commemorazioni per i quattrocento anni della nascita di Copernico, per le quali organizzò un ciclo di studi e convegni dal quale raccolse materiale e appunti per la sua opera sull'insigne astronomo, dal titolo  Copernico e le vicende del sistema copernicano in Italia nella seconda metà del sec. XVI e nella prima del XVII, con doc. inediti intorno a G. Bruno e G. Galilei, pubblicato poi a Roma nel 1876.

### Gli ultimi anni e la morte
Nel 1877, con l'avvento della Sinistra storica al potere, appoggiò apertamente la politica del suo leader Agostino Depretis, pronunciando, il 5 luglio 1880 un discorso a favore dell'abolizione della tassa sul macinato. Pertanto, nel 1881, dopo la caduta del Governo Cairoli II, Depretis, per conquistarsi l'appoggio della deputazione piemontese, scelse Berti come suo ministro dell'agricoltura, dell'industria e del commercio, confermandolo anche nel suo successivo gabinetto. Come ministro diede impulso a numerosi progetti di riforma sociale che da tempo necessitavano di essere approvati: l'istituzione di una Cassa per gli infortuni sul lavoro, di una Cassa sulle pensioni di vecchiaia, la regolamentazione degli scioperi e il riconoscimento giuridico delle società di mutuo soccorso. La ferma opposizione che questi provvedimenti suscitarono ala Camera, tuttavia, indusse Depretis, il 30 marzo 1884, a sostituire Berti con Bernardino Grimaldi. Eletto vicepresidente della Camera il 1º dicembre 1884, Berti si disinteressò tuttavia gradualmente delle vicende politiche; infine, dopo essere divenuto segretario dell'Ordine dei Santi Maurizio e Lazzaro e cancelliere dell'Ordine della Corona d'Italia, ottenne il 18 gennaio 1895 da re Umberto I il titolo di senatore. Morì a Roma, il 22 aprile 1897, a 76 anni.
Una parte del suo archivio è conservata presso la Biblioteca di storia e cultura del Piemonte "Giuseppe Grosso" di Torino.

## Opere
- Il giovane Camillo conte di Cavour, C. Voghera, 1886.